# FANTASTIX II
『FANTASTIX II』（FANTASTIX NEXT / ファンタスティックス ネクスト）は、日本の音楽ユニットTWO-MIXのミニ・アルバムで、1998年3月4日に発売された。

## 概要
4thアルバム『FANTASTIX』の続編にあたるミニ・アルバム。そのため、曲の番号も#14からとなっている。

## 批評
『CDジャーナル』は、「相変わらず、躍動感のあるダンス・ビートとオケヒット連発のサウンド、サビ始まりの歌という定番スタイルを中核に据えながらも、和物的な味を加え、進化し続けてるという姿勢も巧みに見せている。」と批評した。

## 収録曲
| 全作詞: 永野椎菜、全作曲: 高山みなみ。 |                                      |                |                  |                               |      |
| #                                      | タイトル                             | 作詞           | 作曲・編曲       | 編曲(#14,#18) リミックス(#19) | 時間 |
| 14.                                    | 「JUST COMMUNICATION II」            | 永野椎菜 [ 3 ] | 高山みなみ [ 3 ] | TWO-MIX                       | 4:37 |
| 15.                                    | 「GRADUATION」                       | 永野椎菜 [ 3 ] | 高山みなみ [ 3 ] | TWO-MIX                       | 4:07 |
| 16.                                    | 「FROM FAR DISTANCE 〜SILK ROAD〜」  | 永野椎菜 [ 3 ] | 高山みなみ [ 3 ] | TWO-MIX                       | 5:12 |
| 17.                                    | 「MARCH」                            | 永野椎菜 [ 3 ] | 高山みなみ [ 3 ] | TWO-MIX                       | 4:13 |
| 18.                                    | 「LIVING DAYLIGHTS PURE」            | 永野椎菜 [ 3 ] | 高山みなみ [ 3 ] | TWO-MIX                       | 6:05 |
| 19.                                    | 「TIME DISTORTION」(RED MONSTER MIX) | 永野椎菜 [ 3 ] | 高山みなみ [ 3 ] | Takahiro Tashiro (MST)        | 4:40 |

## 曲解説
1. JUST COMMUNICATION II
  - デビュー曲「JUST COMMUNICATION」の続編といえる楽曲。
  - のちに、12thシングル「LAST IMPRESSION」のc/wとしてリミックスを施されて収録された。
2. GRADUATION
  - 卒業がテーマの楽曲だが、卒業ソングとしては珍しくかなりアップテンポな楽曲に仕上がっている。これに対し高山みなみは、「卒業はただの通過点しかない。どちらかといえばスタートという意味合いに近かったから、激しい楽曲になった」と語っている[4]。
3. FROM FAR DISTANCE 〜SILK ROAD〜
  - 3rdアルバム『BPM 150MAX』に収録されている「FROM FAR DISTANCE」のセルフカバー。
4. MARCH
5. LIVING DAYLIGHTS PURE
6. TIME DISTORTION (RED MONSTER MIX)
  - 先行シングル。RED MONSTERの田代隆廣によってリミックスされたバージョン。
  - TBS系「王様のブランチ」エンディングテーマ。

## リリース履歴
| No. | 日付         | レーベル             | 規格 | 規格品番 | 最高順位 | 備考 |
| --- | ------------ | -------------------- | ---- | -------- | -------- | ---- |
| 1   | 1998年3月4日 | キングレコード / KMW | CD   | KICS-671 | 10位     |      |